# Medicina islamica

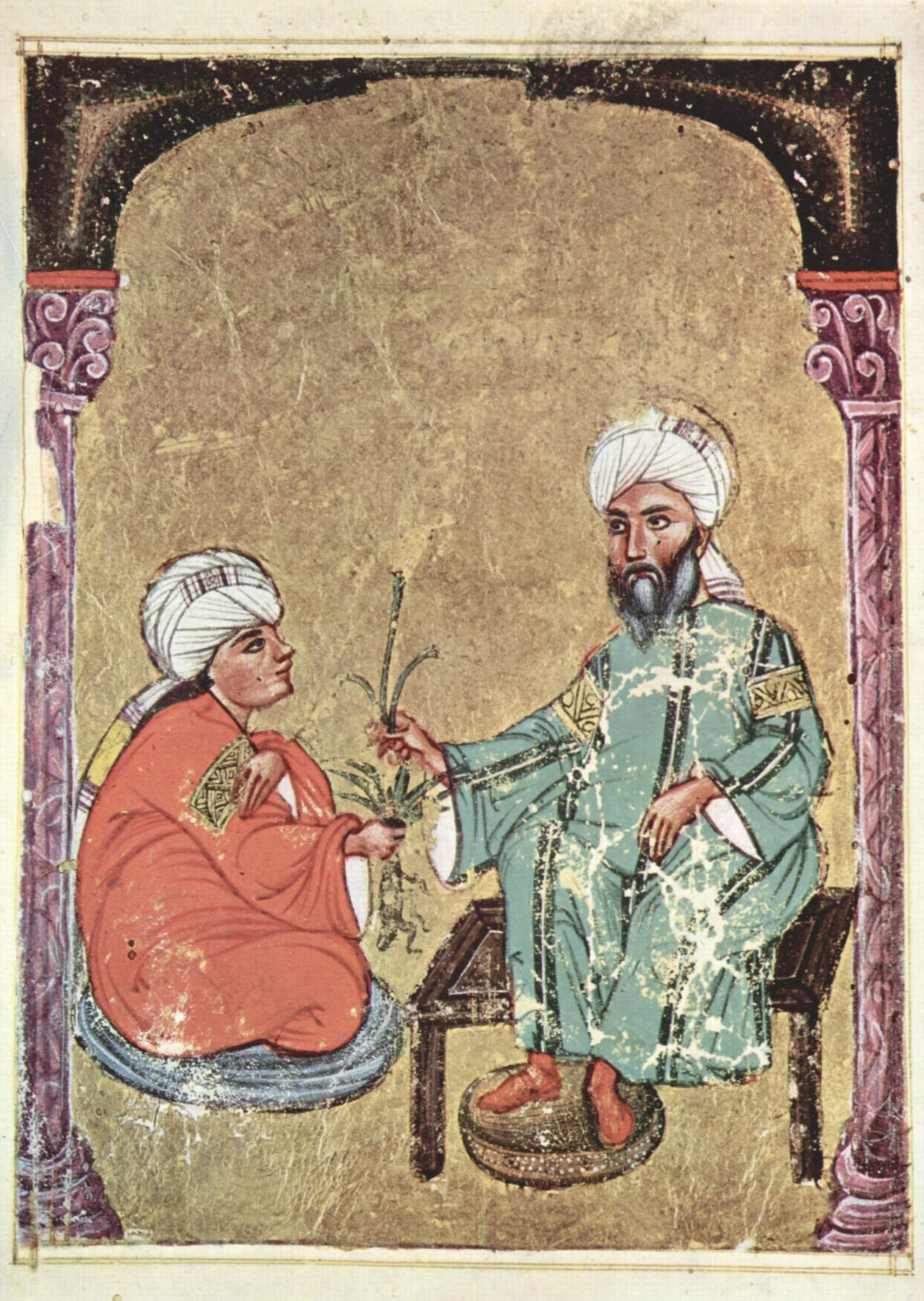
Pagina del manoscritto di Pedanius Dioscorides, De materia medica, 1229

La medicina islamica fu una medicina che nell'epoca d'oro islamica (circa coincidente con il medioevo europeo) raggiunse livelli molto sofisticati, con metodi diagnostici e terapeutici altamente sviluppati e una ricca farmacologia.
Nel medioevo la medicina europea fu influenzata da quella islamica (Averroè, Avicenna) irradiata dalla Spagna musulmana. Oggi tuttavia la medicina islamica è quasi sconosciuta in Europa e non dispone di adepti europei, a differenza delle medicine orientali. Solo nelle comunità degli immigrati musulmani se ne trovano ancora tracce, frammiste alla tradizione religiosa.
Dal momento che l'Islam è diffuso in Africa, la medicina islamica si è mescolata anche con tradizioni locali sciamaniche ed animistiche; in Oriente, con medicine di tradizione buddista e induista.

## Storia
Gli Arabi, conquistando la Siria e la Persia, trovarono scuole mediche nutrite dalla scienza greca, ne assorbono le conoscenze, traducendo i grandi autori, specie Galeno.

A Baghdad nacque una scuola di medicina che rivaleggiava con quelle della Spagna islamica di Cordova, Siviglia, Toledo e Murcia; ovunque vi erano biblioteche e ospedali (Bimāristān), vi era un grande fervore e progresso.
Fra il IX e l'XI secolo si manifestò una critica indipendente e la tendenza verso nuovi sperimentazioni: la medicina greca venne integrata con gli studi islamici di fisica e chimica. al-Razi fu uno dei più grandi medici persiani a indirizzo ippocratico e scrisse due libri che saranno studiati nelle scuole italiane fino al Rinascimento.

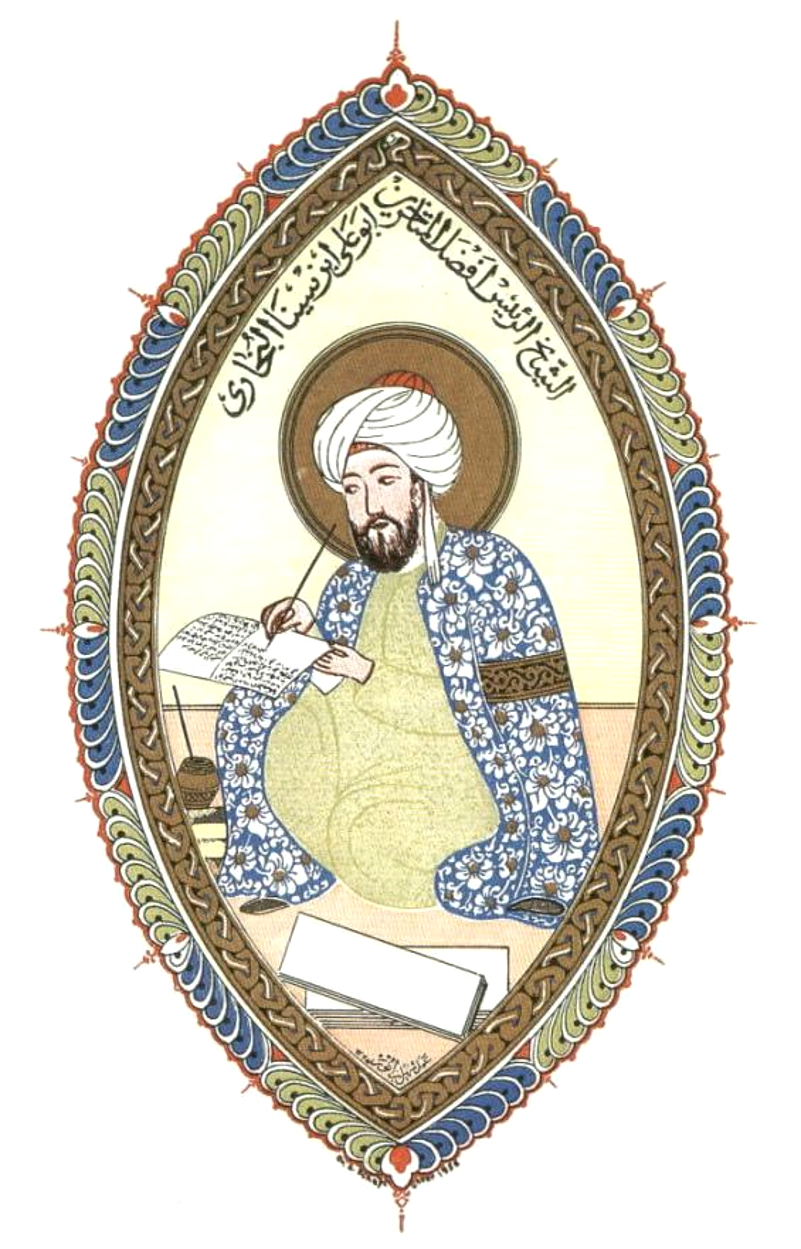
Avicenna.

Famosissimo rimane Avicenna, considerato il fondatore della medicina moderna e conosciuto per il suo canone della medicina, stampato nel X secolo, ricco di dogmatismo scolastico e autoritario; di lui si ammira la vasta cultura e la grande diligenza più che l'originalità di pensiero. 
Grande medico fu il filosofo ebreo-andaluso Mosè Maimonide, che riconosce l'influenza dei fattori emotivi sulla salute, inserisce l'uso di strumenti musicali e di storie ricreative nella terapia, riafferma anche l'importanza della dieta, dell'esercizio fisico e mentale, svalutando farmaci e chirurgia. 
Anche di grande nomea fu Ibn al-Quff, arabo cristiano del Bilād al-Shām, attivo nel XIII secolo nell'attuale Giordania e a Damasco.
La farmacologia ebbe con gli Arabi e i Persiani un grande impulso; dobbiamo loro la conservazione delle antiche tradizioni e della medicina classica, mentre in Occidente la medicina era monopolio ecclesiastico.